# Io Sud
Io Sud (en italien, « Moi (le) Sud », IS) est un ancien parti politique italien, de type méridionaliste (Mezzogiorno), créé le 14 février 2009, avec comme présidente Adriana Poli Bortone et secrétaire Beniamino Donnici, un ancien du Parti du Sud, en coalition avec l'Union de centre. Il comporte une sénatrice et adhère le 14 juillet 2011 à Grande Sud. Le 29 février 2016, il est dissous pour adhérer à Forza Italia.
Né du refus de la sénatrice Poli Bortone de dissoudre l'Alliance nationale dans Le Peuple de la liberté, cette sénatrice cherchait déjà à créer une Ligue du Sud. Le 21 janvier 2009, elle avait démissionné de son rôle de coordinatrice régionale d'AN parce que selon elle le gouvernement Berlusconi IV ne prêtait assez d'attention au Midi.
Ce parti se présente aux élections provinciales de Lecce, avec l'UDC et a recueilli 21,89 % des voix. Dans la province de Brindisi, il s'est allié avec l'UDC et le Parti démocrate. Il fait partie de la majorité de centre-gauche dans la province de Tarente.
Après une brouille entre l'UDC et le Parti démocrate, l'UDC décide de soutenir pour les élections régionales des Pouilles Adriana Poli Bortone. Le 27 janvier 2010, le secrétaire du parti, Donnici, annonce que le mouvement s'appuiera sur une plus large coalition qui comprendra aussi Nous Sud et des partis mineurs comme la Lega Sud Ausonia et la Lega d'Azione Meridionale. Lors des élections régionales en Pouilles, IS se présente en liste unique avec le Mouvement pour les autonomies de Raffaele Lombardo et obtient 2,9 % des voix, en dessous des 4 % qui lui auraient permis d'atteindre le seuil du Conseil régional.
Le 9 avril 2014, Adriana Poli Bortone annonce son adhésion au parti Frères d'Italie - Alliance nationale. 

## Note
1. ↑  La traduction est difficile car il s'agit d'un jeu de mots graphique en italien[réf. nécessaire]. En effet, le « o » de Io est représenté par un cœur, ce qui donne également une lecture moitié en anglais (), moitié en italien (Sud). Le slogan Io Sud. E tu? peut donc se traduire par « Moi Sud. Et toi ? » ou par « J'aime le Sud. Et toi ? »
2. ↑  Adriana Poli Bortone sceglie Fratelli D’Italia-An

## Lien
- (it) Site officiel